# Saitis mutans
Espèce
Saitis mutans est une espèce d'araignées aranéomorphes de la famille des Salticidae.

## Distribution
Cette espèce est endémique de Nouvelle-Galles du Sud en Australie. Elle se rencontre vers Newcastle.

## Description
Les mâles mesurent de 3,35 à 3,72 mm et les femelles de 3,72 à 4,12 mm.

## Publication originale
- Otto & Hill, 2012 : Notes on Maratus Karsch 1878 and related jumping spiders from Australia, with five new species (Araneae: Salticidae: Euophryinae). Peckhamia, vol. 103.1, p. 1-81 (texte intégral).